# Phalota
Phalota é um gênero de cerambicídeos, endêmicos da Austrália.

## Taxonomia
Em 1863, este gênero foi estabelecido para alocar sua espécie-tipo — P. tenella — uma nova espécie descrita por Pascoe, tendo como base um holótipo encontrado em Port Denison, no estado australiano da Austrália Ocidental.
Os gêneros monotípicos Xystoena (Pascoe, 1866) e Nungena (McKeown, 1942) foram estabelecidos para alocarem suas espécies-tipo. No entanto, em 2016, Ślipiński e Escalona, revisaram as espécies dos gêneros e sinonimizaram com o gênero Phalota.

## Biologia
As espécies deste gênero apresentam um tamanho relativamente pequeno, variando de 5-10 mm de comprimento. Apresentam atividade durante o período de outubro a fevereiro. Se hospedam nas plantas das espécies dos gêneros das famílias cupressáceas (tais como Cupressus sp., Callistris sp., Juniperus sp. e Sabina sp.) e mimosáceas (Acacia sp.).

## Distribuição
Endêmico da região australiana, o gênero possui ocorrência apenas na Austrália.

## Espécies
Atualmente o gênero apresenta seis espécies válidas.
- Phalota binocularis (McKeown, 1942)
- Phalota collaris Pascoe, 1866
- Phalota obscura Blackburn, 1889
- Phalota rufiventris Aurivillius, 1917
- Phalota tenella Pascoe, 1863
- Phalota vittata (Pascoe, 1866)